# Малик ибн Анас
Абу́ Абдулла́х Ма́лик ибн А́нас аль-Асбахи́ (араб. أبو عبد الله مالك بن أنس الأصبحي‎), известный как има́м Ма́лик (араб. الإمام مالك‎; 711, Медина, Омейядский халифат — 795, Медина, Аббасидский халифат) — исламский богослов, правовед, хадисовед и второй из четырёх имамов суннитских школ. Основатель и эпоним маликитского мазхаба.

## Биография
Его полное имя: Абу Абдуллах Малик ибн Анас ибн Малик ибн Абу Амир ибн Умар ибн аль-Харис ибн Гайман ибн Джушайль ибн Амр ибн аль-Харис аль-Асбахи. Даты его рождения, приводимые биографами, колеблются от 708 до 716 года. Он родился в районе Зи Марва в Джарфе близ Медины. Утверждение Ибн Сада аль-Багдади о том, что Малик ибн Анас провел в утробе матери три года (Ибн Кутайба говорил о двух годах), скорее всего основывается на заявление самого Малика о возможной длительной продолжительности беременности его матери.
Его предки занимались торговлей и принадлежал к племени Химьяр, входивших в Бану Тайм ибн Мурра (Тайм Курайш). Отец Малика был мастером по изготовлению стрел. Малик с детства обучался кораническим наукам у своих родственников, среди которых был его родной дядя Абу Сухайль Нафи. Его дед был прославленным знатоком хадисов, считался одним из подлинных рассказчиков (рави) и умер когда Малику было десять лет. Малик изучал фикх у Рабии ибн Абдуррахмана; 13 лет провёл в кружке Абдуррахмана ибн Хурмуза, обучаясь у него и его учеников, в том числе Ибн Шихаба аз-Зухри. Малику посчастливилось посещать собрания Джафара ас-Садика, у которого он почерпнул большие познания.
Среди его учителей также были:
- Нафи Мауля ибн Умар[7]
- Рабиа ар-Раи[9]
- Амир ибн Абдуллах ибн аз-Зубайр
- Зейд ибн Аслам
- Саид Макбари
- Абу Хазим
- Салма ибн Динар
- Шарик ибн Абдуллах ибн Абу Нумайр
- Салих ибн Кайсан
- Абу аз-Зинада
- Мухаммад ибн Мункадир и другие известные богословы[10].

Особый интерес у Малика ибн Анаса вызывали хадисы Пророка и фетвы его сподвижников. Большое значение в его становлении сыграло то обстоятельство, что живя в Медине, он мог общаться с потомками многих сподвижников пророка Мухаммада. Он был знаком с доктринами и методологическими подходами, присущими хариджитам, мутазилитам, зейдитам, имамитам и другим группам. Он тщательно изучал учения различных философских школ.
Со временем стал самым авторитетным факихом Медины, которую он почти не покидал из-за тяжёлой хронической болезни. Занимался торговлей шелковыми тканями. Отказывался от любых административных назначений.
Малик обладал высочайшими моральными качествами, праведностью, простотой в общении. Перед тем, как рассказать хадис, он обновлял омовение, совершал двухракаатный намаз, затем садился, расчесывал бороду и использовал благовония, оказывая тем самым почтение хадисам Пророка. Имел отличную память, был скромен и не стеснялся публично заявлять о том, что он чего-то не знает. Имам Малик был очень осторожен в вынесении фетв и презирал нововведения. Благодаря своим развитым умственным способностям и старанию он уже к 17 годам приобрел большой багаж исламских знаний начал преподавательскую деятельность. Давать фетвы он начал только после того, как семьдесят учёных засвидетельствовали его пригодность к этому. В Медине ему дали титул «Имам Дар аль-хиджра», то есть «имам Дома переселения».

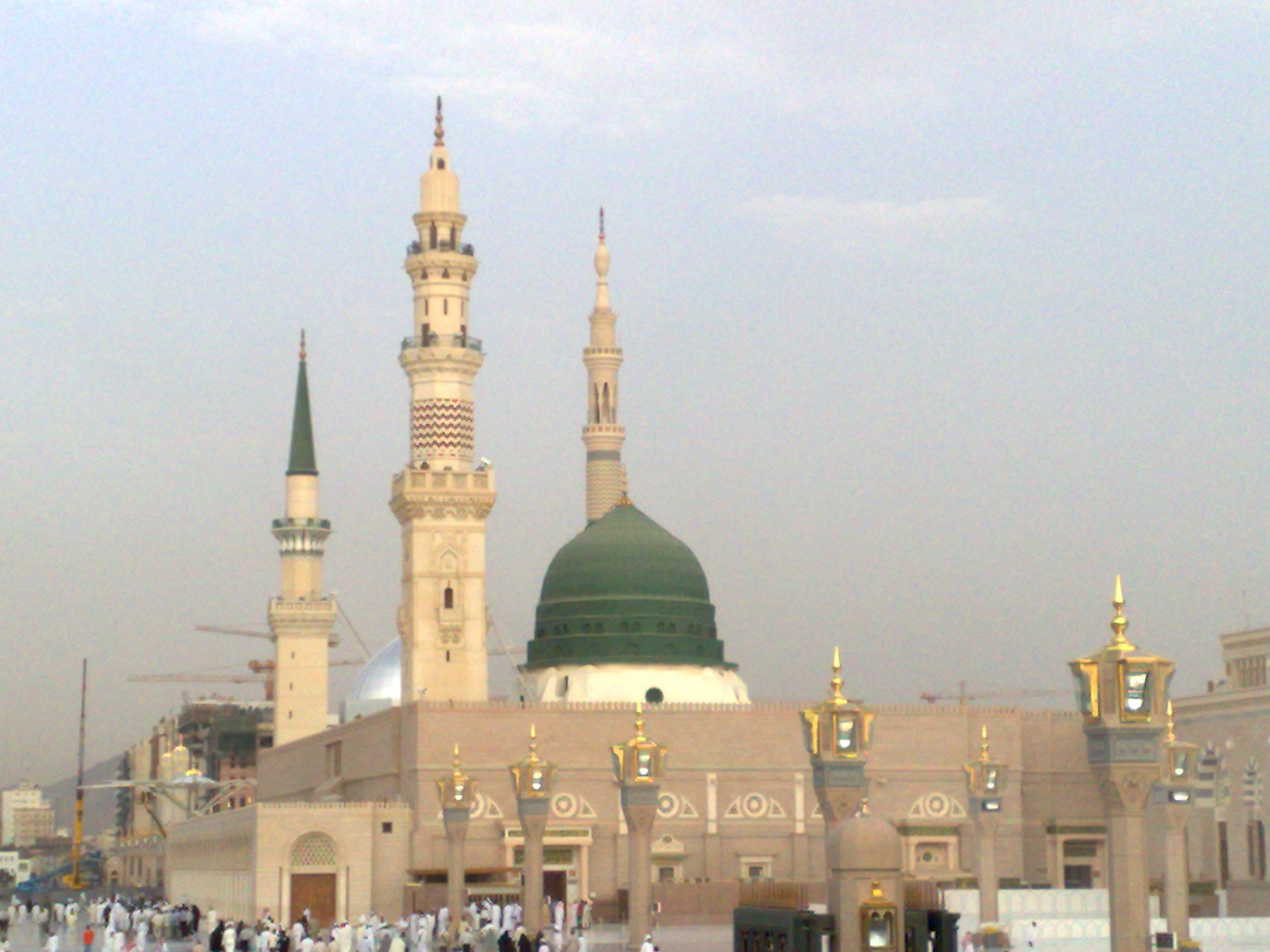
Мечеть Пророка (Медина)

Он был принципиален при защите своих убеждений и однажды даже был подвергнут телесному наказанию за отстаивание положения «клятва, данная по принуждению, недействительна». Он мало участвовал в диспутах и считал, что «наука — это не драка между петухами и баранами». Когда он видел, что человек задает вопрос, чтобы поспорить, он никогда не отвечал таким людям.
Изучая фикх у Рабии ибн Абдуррахмана, Малик ибн Анас не ограничился хадисоведением и стремился развить правоведческую науку, основанную на независимом мнении правоведа (ар-рай). Долгие годы он преподавал в мечети Пророка, но из-за болезни продолжил занятия у себя дома. Помимо хадисоведения и правоведения он занимался проблемами доктринального и мировоззренческого характера.
О нём много писали его ученики. Абдуллах ибн Вахба (ум. в 813 г.) в своём произведении «аль-Муджасалат» почти полностью раскрыл образ своего великого учителя. В книге также собраны хадисы, которые Ибн Вахба слышал от Малика ибн Анаса, его работы и примеры его высоких моральных качеств.
У Малика ибн Анаса было два сына и дочь: Яхья, Мухаммад и Фатима. А также один внук — Ахмад ибн Яхья. Сын Яхья впоследствии также стал великим ученым, ездил в Египет и давал уроки по хадисам.
В последние годы жизни имам Малик предпочитал оставаться в одиночестве и даже не посещал пятничные молитвы. У него был слабый мочевой пузырь и он считал, что в таком состоянии находиться в мечети Пророка было бы неуважительно. Он не хотел открыто заявлять о своей болезни, так как считал, что это было бы подобно тому, что он жалуется на удел Аллаха. Имам Малик скончался в понедельник 14 числа месяца раби аль-авваль 179 года по мусульманскому летоисчислению. Ритуальное купание совершили Ибн Канана и Ибн аз-Зубайр, а погребальную молитву возглавил эмир Медины Абдул-Азиз ибн Мухаммад. Перед смертью он произнёс шахаду и процитировал 4 аят суры Ар-Рум: «Аллах принимал решения до этого и будет принимать их после этого». Похоронен на кладбище аль-Баки.

## Ученики
У имама Малика было большое количество учеников, среди них были даже его учителя. Кади Ийяд говорит, что учеников было более 1300. Вот список некоторых из них:
- Абу Абдуллах Абдуррахман ибн Касим — был также учеником египетского правоведа Лейса ибн Саада, корректор самой авторитетной книги маликитского мазхаба «аль-Мувадданы»[7].
- Абу Мухаммад Абдуллах ибн Вахб (125—197 г.х.) — хадисовед, распространял маликитское право в Египте, также обучался правоведению у Лейса ибн Саада[7].
- Ашхаб ибн Абдул-Азиз аль-Кайси (150—204 г.х.) — был самым известным правоведом в Египте, автор книги «Мувадданат аль-Ашхаб».
- Абу Мухаммад Абдуллах ибн Абдул-Хаками (ум. в 214 г.х.) — возглавлял маликитскую школу правоведения в Египте после смерти Ашхаба аль-Кайси.
- Ашбаг ибн Харадж (ум. в 225 г.х.) — большой знаток принципов маликитского права.
- Мухаммад ибн Абдуллах ибн Абдул-Хакам (ум. в 268 г.х.) — обучался у Мухаммада аш-Шафии, обучал много учеников из Северной Африки и Испании.
- Мухаммад ибн Ибрахим аль-Искандари (ум. в 269 г.х.) — автор книги «аль-Маввазия».
- Абу Хасан Али ибн Зияд ат-Тунуси (ум. в 183 г.х.) — известный североафриканский маликитский правовед.
- Абу Абдулла Зияд ибн Абдуррахман аль-Куртуби (ум. в 193 г.х.) — распространял маликитское учение в Испании.
- Иса ибн Динар аль-Куртуби аль-Андалуси (ум. в 212 г.х.) — известный испанский маликитский правовед.
- Асад ибн аль-Фурат ат-Тунуси (146—213 г.х.) — знаток методов мединской и иракской правовой школы, обучался у Абу Юсуфа и Мухаммада аш-Шайбани.
- Яхья ибн Яхья аль-Лейси (ум. в 234 г.х.) — распространял маликитское право в Испании[7].
- Абдул-Малик ибн Хабиб ас-Сулами (ум. в 238 г.х.) — возглавлял маликитскую школу правоведения в Испании после смерти Яхьи ибн Яхьи.
- Абдус-Салам ибн Саид ат-Танухи (Шахнун)(ум. в 240 г.х.) — автор книги «аль-Муваддана».
- Абу Марван Абдул-Малик аль-Маджишун (ум. в 212 г.х.) — муфтий Медины.
- Ахмад ибн Муаззал аль-Абди — представитель маликитского правоведения в Ираке.
- Абу Исхак Исмаил ибн Исхак аль-Кади (ум. в 282 г.х.) — распространял маликитское право в Ираке.
- Мухаммад ибн Идрис аш-Шафии — основатель шафиитского мазхаба
- Мухаммад аш-Шайбани — один из кодификаторов мусульманского права.

## Наследие

### Труды
Малику ибн Анасу приписывается несколько сочинений по мировоззренческим и правовым проблемам. Однако его авторство оспаривается некоторыми критиками.
Кади Ийяд приводит следующий список произведений имама Малика:
1. «Китаб аль-Муватта»,
2. «Рисаляту Малик иля ибн Вахаб филь-Кадр»,
3. «Аль-Мудавванат аль-Кубра»,
4. «Рисаляту Малик филь-Акдия»,
5. «Рисаляту Малик иля Гассан ибн Мухаммад ибн Мутарриф филь-Фатва»,
6. «Рисаляту Малик иля Харун-ир-Рашид аль-Машхурату филь-Адаби валь-Маваиз»,
7. «Тафсиру Гариб аль-Коран»,
8. «Китаб ас-Сирр»,
9. «Рисаляту Малик иля Ляйс фи иджмаи ахль аль-Мадина».

#### аль-Муватта
Малик ибн Анас уделял особое внимание подбору и классификации историй из жизни Пророка, установлению личности их передатчиков (равиев) и их надежности. Он составил свод хадисов «Китаб аль-Муватта» (араб. الموطأ‎), который сохранился в двух редакциях: в редакции Мухаммада аш-Шайбани (ум. в 805 г.) и в редакции Яхьи аль-Лайси аль-Андалуси (ум. около 848 г.). В этой работе он впервые собрал хадисы и сделал первую попытку их систематизации. Малик ибн Анас настолько тщательно отбирал хадисы, что не включил в свой сборник даже рассказы, приведенные его отцом и дядей Раби со ссылкой на его деда. Ещё до написания «Сахиха» аль-Бухари, Мухаммад бин Идрис аш-Шафии говорил, что «никогда не появлялась на земле книга, которая была бы ближе к Корану, чем книга Малика». На написание книги он потратил около сорока лет.
В книге нашли отражение различные правовые аспекты проблем, на основании которых он выдавал фетвы. Некоторые ученые считают, что это скорее книга по фикху, чем по хадису. «аль-Муватта», а также переработанные версии этого свода — «Аль-Муда́ввана» (араб. المدونة‎), выполненная Асадом ибн аль-Фуратом ат-Туниси, и «Аль-Мудава́ннат уль-ку́бра» (араб. المدونة الكبرى‎), подготовленная Абд ас-Салям ат-Танухи, содержат изложение основных принципов маликитского мазхаба.
Рассказывают, что когда аббасидский халиф Харун ар-Рашид предложил выставить «Муватту» в Каабе и обязать всех мусульман следовать имаму Малику во всех правовых вопросах. Малик ибн Анас отказался, ответив: «Воздержись от этого, ибо сами сподвижники Пророка, да благословит его Аллах и приветствует, придерживались разных мнений по второстепенным вопросам. Простой народ уже следует этим различным мнениям. Все находятся на прямом пути».
Дочь имама Малика, Фатима знала «Муватту» наизусть. Во время уроков она обычно вставала за дверью, и, если чтец совершал ошибку, она стучала ногтями по двери. Малик ибн Анас понимал намек и исправлял ошибку.

### Убеждения
Малик ибн Анас считал, что убеждения людей состоят из веры (иман) и выражения этой веры в словах и поступках. Он говорил, что вера может усиливаться, но насчёт её ослабления ничего определённого не говорил. Считал возможным лицезрение праведниками Аллаха в раю.
В вопросе Божественного предопределения и свободы воли человека он одновременно признавал веру в предопределение (кадар) и свободу воли человека. Ссылаясь исключительно на ясные смыслы Корана и сунны, он ограничивался по поводу всего этого общими формулировками, не допуская субъективизма в этих вопросах.
Малик ибн Анас считал, что мусульманин, совершивший грехи, понесет наказание, адекватное совершенному греху. Аллах может простить грешника, если пожелает. Единственный грех, который Аллах не простит, — язычество и признание человеком других богов (ширк).
Малик ибн Анас подразделял человеческие познания на три категории:
1. Знания, которые доступны для всех людей и актуальны в их повседневной жизни (хадисы, фетвы).
2. Знания, доступные только ограниченному кругу людей (воззрения различных философских школ, различных сект).
3. Знания, которые могут стать доступными только после длительных и упорных занятий подлинной наукой (фикх, ар-рай)[11].

### Правовые методы
Для вынесения правовых предписаний и суждений Малик ибн Анас опирался на следующие источники:
1. Коран.
2. Сунна пророка Мухаммада. Он считал сунной поступки и изречения пророка Мухаммада, фетвы его сподвижников, а также «деяния мединцев». Он прежде всего опирался на хадисы мутаватир и машхур, но, в то же время признавал и хадисы-ахад. Если хадис-ахад противоречил ясным смыслам Корана и хадисов (насс), то он отвергал это сообщение.
3. «Деяния мединцев». Также как и его учитель Рабиа ибн Абу Абдуррахман, Малик ибн Анас считал, что «информация, переданная тысячами людей тысячам своих потомков предпочтительнее, чем информация, переданная одним человеком лишь одному человеку (ахад)».
4. Фетвы сподвижников. Малик ибн Анас учитывал фетвы сподвижников пророка и отвергал единичный хадис-ахад от Пророка, если он противоречил фетве.
5. Кияс, истислах. Если суждение по аналогии могло привести к сомнительным заключениям, то Малик ибн Анас в большинстве случаев отдавал приоритет истислаху (масалих аль-мурсала).
6. Садду аз-зарайи. Если какое-либо действие или вещь, с большой долей вероятности, может привести к греху или может нанести какой-либо вред, то оно греховно и запретно, а то, что может привести к добру, то поощряемо[11].

### Общественно-политические взгляды
Малик ибн Анас считал идеальным правление первых Праведных халифов — Абу Бакра, Умара, Усмана и Али. Он отвергал шиитскую концепцию о верховной власти, согласно которой власть в Халифате должно осуществляться только Алидами, но признавал это право за курайшитами. Халифа должна утверждать у власти особая представительская группа (шура), состоящая из лиц, назначенных предыдущим халифом. Для признания законности того или иного халифа достаточно, если ему присягнули жители Медины и Мекки.
Период жизни Малика ибн Анаса пришелся на период правления Омейядов, а затем первых Аббасидов. Он понимал, что нельзя пытаться возрождать преданные забвению принципы государственной власти путём бунтов против «нечестивых» властей. Если у власти оказался несправедливый правитель или его власть по каким-то причинам незаконна, то пытаться свергнуть такого правителя, подняв мятеж, недопустимо. Ибо вред от беспорядков, сопровождающих мятеж всегда, превышает вред от тирании или незаконной власти. Он считал, что праведное правление может быть даже при монархах, приводя в пример Омейядского халифа Умара II ибн Абдул-Азиза. Он считал, что тиранов нужно стремиться отстранить от управления государством, не путём революций, бунтов, общественными потрясениями, а воздействовав на них словом.